# Marianne d'Armancourt
Marianne d'Armancourt, död 26 juni 1763, var en fransk skådespelare. Hon var aktiv inom den franska teatern i Sverige, Sällskapet Du Londel. 
Marianne d'Armancourt beskrivs som en framstående scenkonstnär och agerade främst inom subrettroller. Som person beskrivs hon som dygdig, charmerande och behagfull. Vid hennes död lät anonyma beundrare uppföra en gravvård över henne på St Jacobs katolska kyrkogård.  